# Неффалим
Неффали́м (ивр. נַפְתָּלִי‎, Нафтали́ — «мой спор, борьба») — шестой сын Иакова, родоначальник колена Неффалимова (Быт. 30:7, 8). Его мать, Валла (Бил’ха), была служанка Рахили. Имя ему было дано Рахилью как знак победы над сестрой.
При отбытии патриарха Иакова в Египет, Неффалим имел четырёх сыновей (Быт. 46:24). Благословляя перед смертью своих детей, умирающий Иаков произнёс между прочим о Неффалиме следующие слова: «Неффалим — теревинф рослый, распускающий прекрасные ветви» (Быт. 49:21). В благословении Моисеевом сказано: «Неффалим насыщен благоволением и исполнен благословения Господа: море и юг во владении его» (Втор. 33:23).
После завоевания Земли Обетованной, это колено заняло самую северную часть её, вследствие чего более других поддавалось иноземным влияниям. При нашествии ассирийцев оно первое сделалось их жертвой. Из этого колена происходил Товит.